# Klagebach
Klagebach ist ein Ortsteil in der Gemeinde Schalksmühle im Märkischen Kreis im Regierungsbezirk Arnsberg in Nordrhein-Westfalen (Deutschland).

## Lage und Beschreibung
Der Ortsteil erstreckt sich als Straßensiedlung nordwestlich des Ortszentrums entlang der Kreisstraße K36 im Tal des Großen Klagebachs von dessen Mündung in die Volme bis auf die Höhe der Siedlung Waldesruh hinauf. Die Siedlung im Talgrund wird von dem Ziegenberg im Norden und dem Bocksberg im Süden eingerahmt.
Ursprünglich bestand der Wohnplatz nur aus einigen wenigen Wohngebäuden und Gewerbebetrieben im unteren Bereich am Eingang zum Volmetal. Im Laufe der Zeit dehnte sich der Siedlungsbereich vor allem durch die Erweiterung der Betriebe des ortsansässigen verarbeitenden Gewerbes, darunter der Firma Berker, immer weiter bachaufwärts aus und nahm auf der Strecke auch den zuvor eigenständigen Wohnplatz Klagebacherhammer auf.
Heute bildet der Ortsbereich von Klagebach einen der größeren Ortsteile von Schalksmühle.
Weitere Nachbarorte auf dem Schalksmühler Gemeindegebiet sind neben dem Kernort die Wohnplätze und Orte Oberklagebach, Grünental, Lauenscheid, Stallhaus, Hütte, Flaßkamp, Neuenbrücke, Wippekühl, Unterwippekühl, Unterworth, Dahlhausen, Am Neuenhaus und Löh.

## Geschichte
Klagebach entstand erst in der zweiten Hälfte des 19. Jahrhunderts, noch in der Mitte des Jahrhunderts war das Bachtal laut der Preußischen Uraufnahme von 1840 unbesiedelt. Ab der Preußischen Neuaufnahme von 1892 ist der Ort auf Messtischblättern der TK25 eingezeichnet und auch als Klagebach beschriftet. Das Gemeindelexikon für die Provinz Westfalen gibt 1885 für Klagebach eine Zahl von 38 Einwohnern an, die in vier Wohnhäusern lebten. 1895 besitzt der Ort vier Wohnhäuser mit 32 Einwohnern, 1905 werden 18 Wohnhäuser und 286 Einwohner angegeben.
In der 1950/60er Jahren wurde von Klagebach die heutige Schulstraße angelegt und ein Schulgebäude errichtet, das zu dem Siedlungsbereich von Hütte zählt. Das Gebäude wird heute als Werkstatt für behinderte Menschen genutzt.
In den 1960er Jahren wurden Teile der Ursprungssiedlung samt einen Stauteich mit einem Umspannwerk neu bebaut.
1969 wurden die Gemeinden Hülscheid und Schalksmühle zur amtsfreien Großgemeinde (Einheitsgemeinde) Schalksmühle im Kreis Altena zusammengeschlossen, und Lauenscheiderohl gehört seitdem politisch zu Schalksmühle, das 1975 auf Grund des Sauerland/Paderborn-Gesetzes Teil des neu geschaffenen Märkischen Kreises wurde.
Im Laufe des 20. Jahrhunderts dehnte sich der Ort kontinuierlich entlang dem Großen Klagebach und der Kreisstraße bis zur heutigen Siedlungsgröße aus.

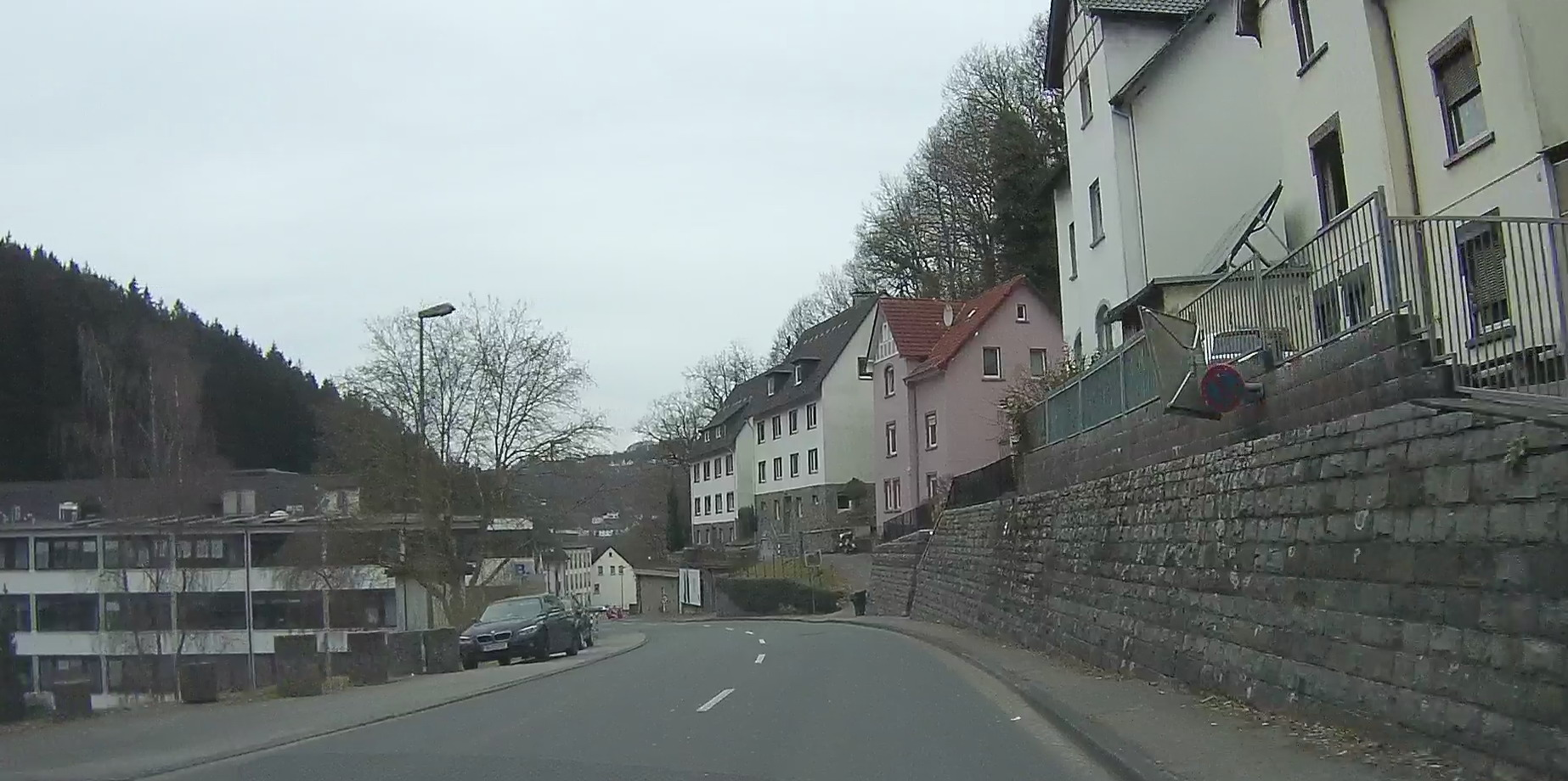
Im östlichen Klagebach
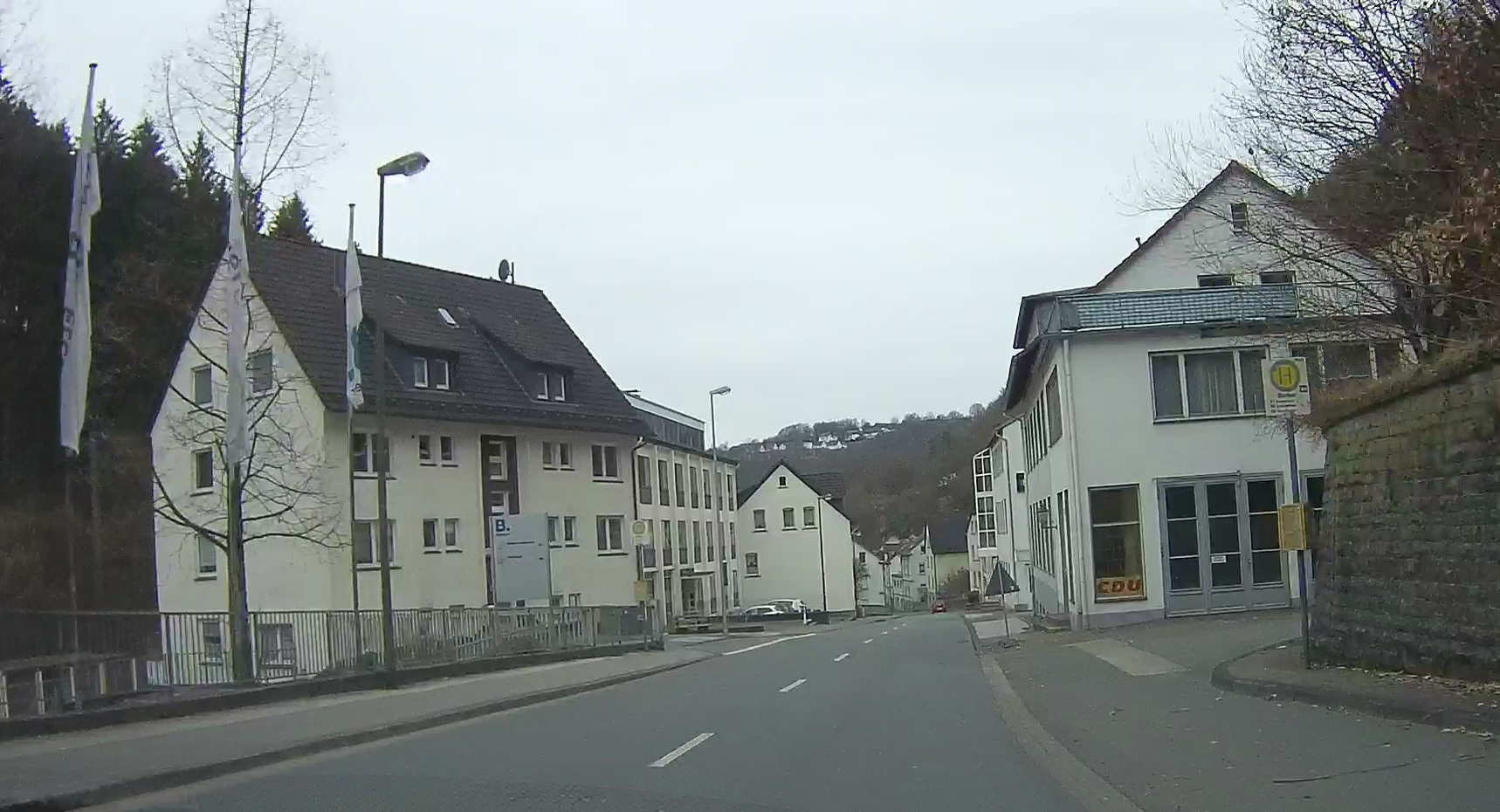
In Klagebach
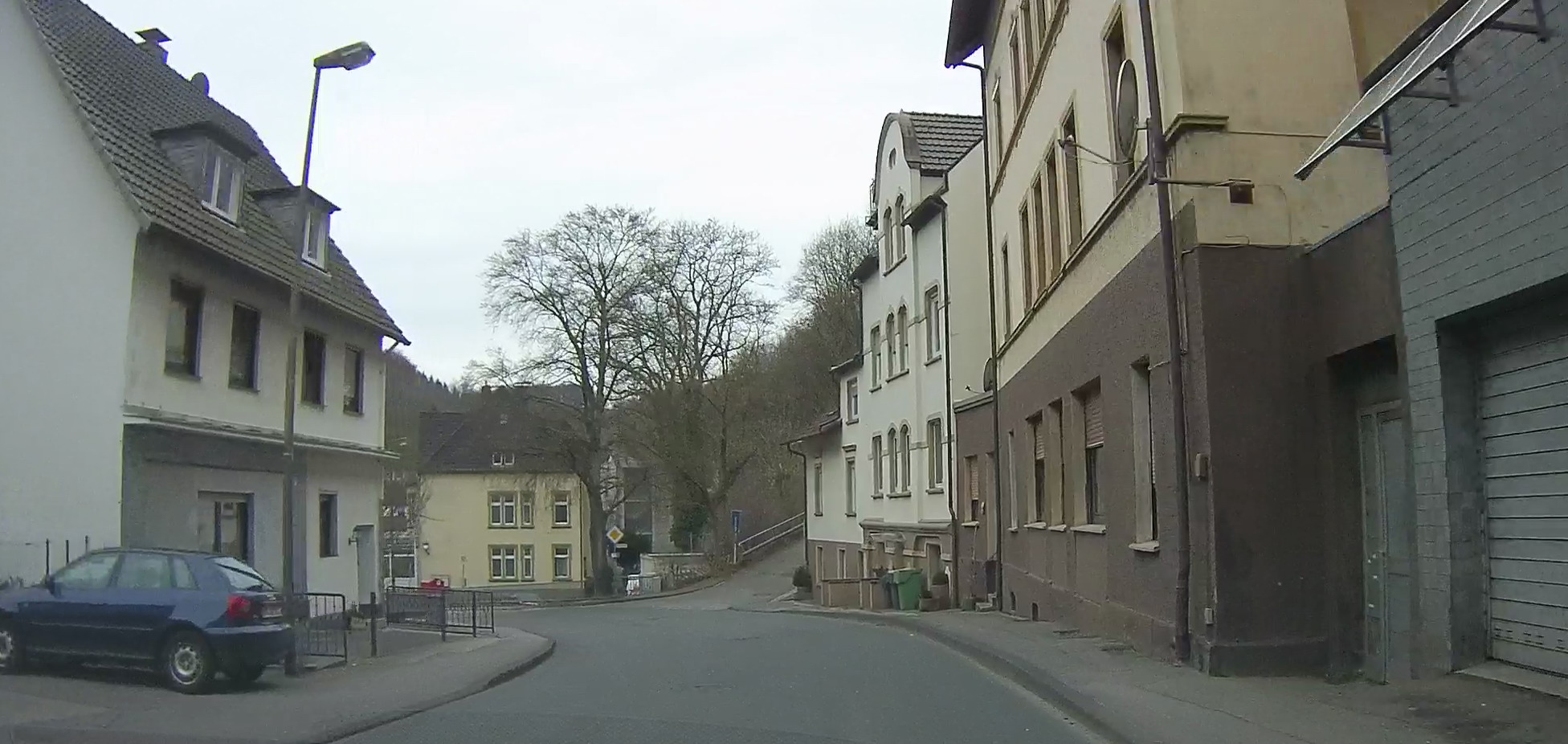
In Klagebach
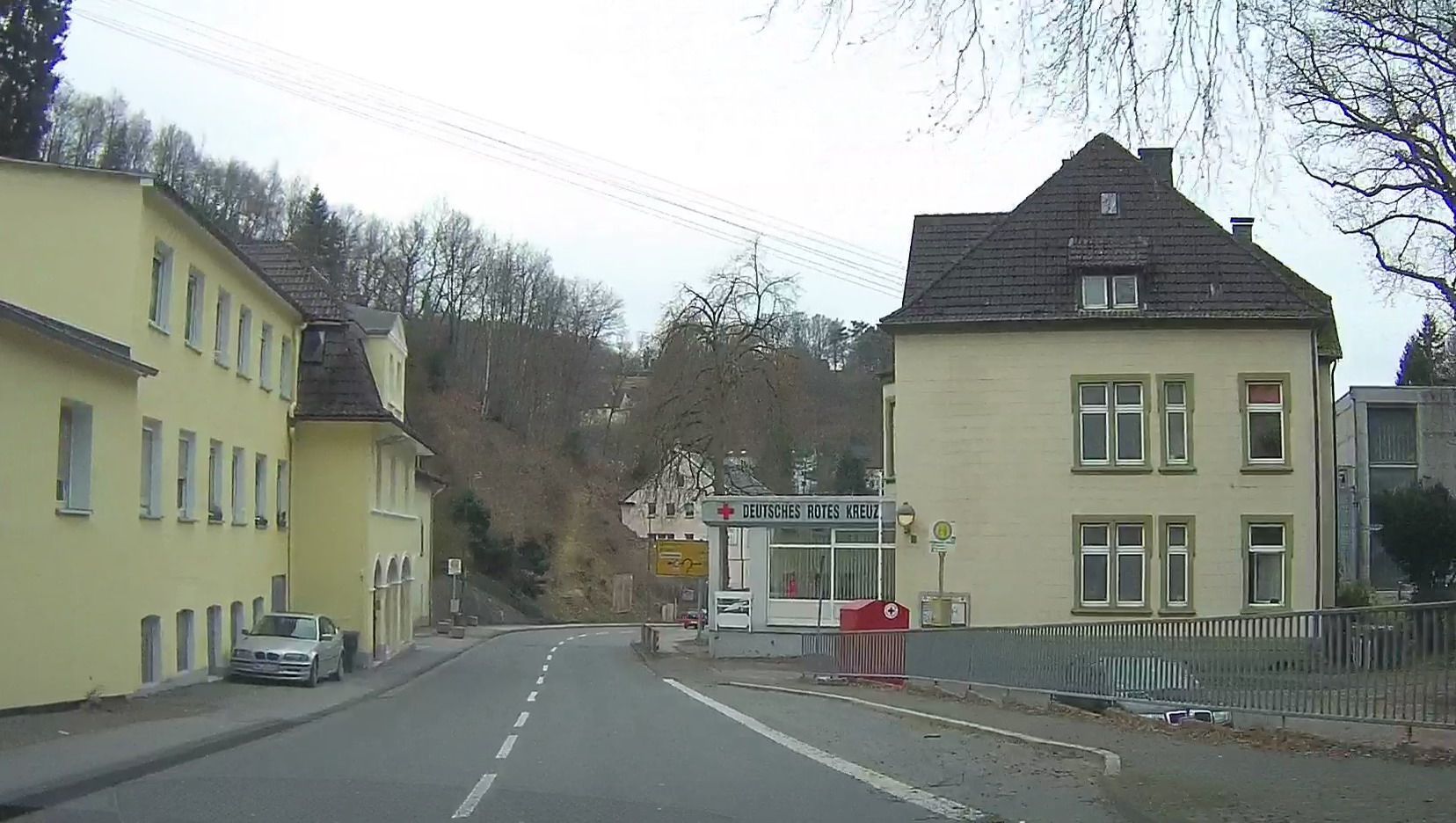
Im westlichen Klagebach